# Else Wildhagen
Else Wildhagen (* 10. Januar 1863 in Leipzig als Else Friedrich-Friedrich; † 9. August 1944 ebenda) war die Tochter der Schriftstellerin Emmy von Rhoden, der Verfasserin von Der Trotzkopf, und des Schriftstellers Hermann Friedrich Friedrich. Sie war seit 1885 mit dem Göttinger Justizrat Georg Wildhagen verheiratet.

## Leben und Werk
Else Wildhagen wuchs in Dresden und im Mädchenpensionat Möder bei Eisenach auf. Ihre Tagebuchaufzeichnungen inspirierten ihre Mutter, ein Mädchenbuch über das Internatsleben zu schreiben. Der Roman Der Trotzkopf, der 1885 postum erschien, erzielte einen solchen Erfolg, dass der Verleger eine Fortsetzung publizieren wollte. Else Wildhagen schrieb unter dem Pseudonym ihrer Mutter den zweiten Band, Trotzkopfs Brautzeit, der 1894 in erster Auflage erschien. Erst in der 10. Auflage wurde die Identität der Autorin enthüllt.
1895 erschien der dritte Band, Aus Trotzkopfs Ehe, den Else Wildhagen nach langem Zögern auf Drängen des Verlegers verfasst hatte. In einem Vorwort zu Aus Trotzkopfs Ehe bemerkt Else Wildhagen, sie sei sich der Schwierigkeiten bewusst, die eine abermalige Fortsetzung mit sich bringe: „Nun aber, da sich von anderer Seite eine Trotzkopf-Literatur zu bilden scheint und sich andere berufen und berechtigt fühlen, die Gestalten der Trotzkopf-Bücher für Erzählungen zu verwenden, die sie als Fortsetzungen der Trotzkopf-Romane verstanden wissen wollen, muß ich meine bisherigen Bedenken aufgeben.“ Else Wildhagen bezieht sich hier auf den Roman Frau Ilse von Doris Mix, der ebenfalls 1895 erschien. 1916 und 1919 veröffentlichte Maria Mancke unter dem Pseudonym Marie von Felseneck die Bücher Trotzkopfs Erlebnisse im Weltkrieg und Trotzkopf heiratet, die – ebenso wie das Werk von Mix – rasch in Vergessenheit gerieten.
1908 veröffentlichte Else Wildhagen unter dem Titel Erst wäg’s, dann wag’s drei „Ehestudien“; 1909 folgte eine Erzählung Unsere jungen Mädchen. Einen vierten Trotzkopf-Band zu schreiben, lehnte Wildhagen dagegen ab. Sie wollte erst eine angemessene Zeit verstreichen lassen, bis die fiktive Ilse auch in der Realität im Großmutteralter wäre. Band 4 der Reihe, Trotzkopf als Großmutter (Originaltitel: Stifkopje als Grootmoeder), stammt aus der Feder der Niederländerin Suze la Chapelle-Roobol, erschien 1905 und wurde von Anna Herbst ins Deutsche übertragen. Band 4, der mit dem Tod der Hauptfigur endet (Ilse Gontrau stirbt als Urgroßmutter im Kreis ihrer Familie an Altersschwäche), gilt heute als letzter Band der Serie. Kaum bekannt ist dagegen, dass Else Wildhagen 1930 einen fünften Roman – Trotzkopfs Nachkommen – ein neues Geschlecht – veröffentlichte, der heute nicht mehr aufgelegt wird.
Aus ihrer Ehe mit Georg Wildhagen gingen zwei Kinder hervor, der Ingenieur Max Wildhagen (1888–1960) und die Schauspielerin Susanne Wildhagen (1892–1952), die den Buchkünstler Walter Tiemann heiratete.

## Ausgaben
- Trotzkopfs Brautzeit, veröffentlicht unter dem Pseudonym „aus dem Nachlasse von Emmy von Rhoden“, Weise, Stuttgart 1892, OCLC 921805330.
  - Neuausgabe: Trotzkopfs Brautzeit. Hofenberg, Berlin 2016, ISBN 978-3-8430-6040-0.
- Aus Trotzkopfs Ehe, veröffentlicht als „Else Wildhagen-Friedrich Friedrich: Dritter Band zum «Trotzkopf» von Emmy von Rhoden Emmy von Rhoden“, Weise, Stuttgart 1894, OCLC 906617794.
  - Neuausgabe: Trotzkopfs Ehe. Hofenberg, Berlin 2016, ISBN 978-3-8430-6106-3.